# IV Setmana Internacional de Cinema Fantàstic i de Terror
La IV Setmana Internacional de Cinema Fantàstic i de Terror va tenir lloc a Sitges entre el 9 i el 15 d'octubre de 1971 sota la direcció d'Antonio Rafales amb la intenció de promocionar el cinema fantàstic i el cinema de terror. A partir d'aquesta edició hi haurà jurat i es van entregar premis. Hi havia tres seccions, una competitiva, una informativa i l'altra retrospectiva. Aprofitant l'avinentesa la Filmoteca Espanyola va projectar un homenatge en commemoració del centenari de Segundo de Chomón amb la projecció de sis pel·lícules i curts en els que hi participà. El festival va obrir amb la italiana La badia de la sang. El certamen fou un èxit de públic i el dia 15 es van atorgar els premis, que foren protestats pel públic.

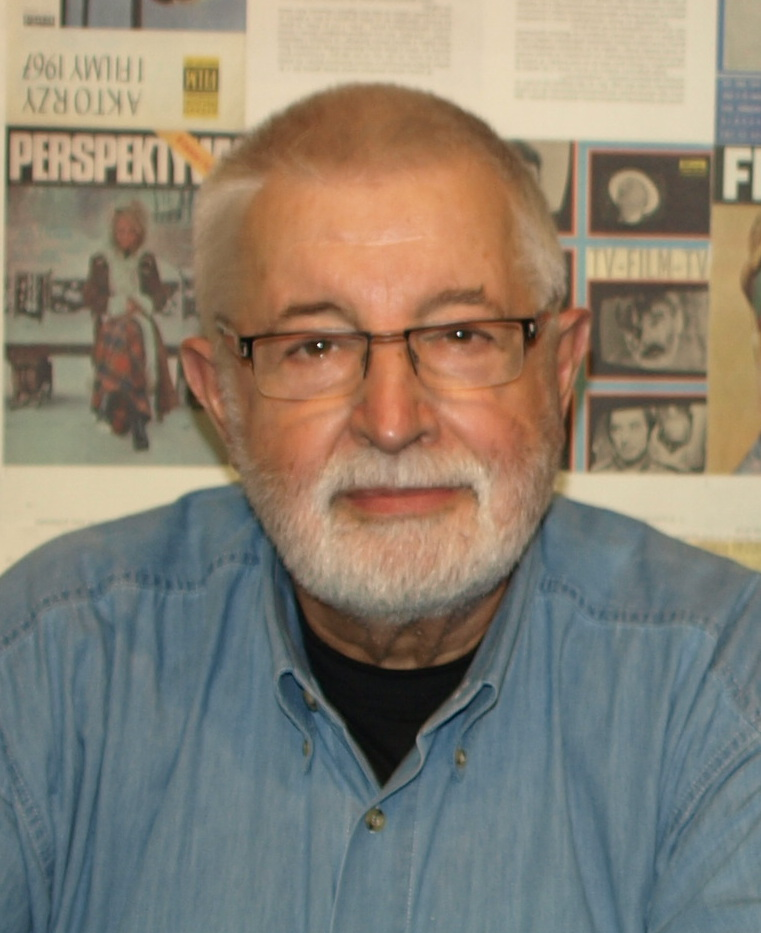
Janusz Majewski, premi al millor director

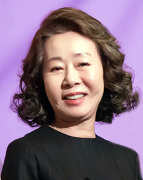
Youn Yuh-jung, Premi a la millor actriu.

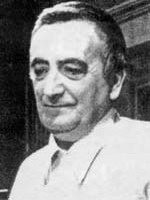
Mario Bava, premi als millors efectes especials

## Pel·lícules exhibides

### Secció competitiva
- La badia de la sang de Mario Bava
- L'abominable Dr. Phibes de Robert Fuest
- Lokis. Rękopis profesora Wittembacha de Janusz Majewski
- Criatures oblidades pel món de Don Chaffey
- One of the Missing de Tony Scott
- Comte Iorga, el vampir de Bob Kelljan [5]
- Jonathan de Hans W. Geißendörfer
- Las amantes del diablo de José María Elorrieta [6]
- The Blood on Satan's Claw de Piers Haggard
- Jack, el destripador de Londres/7 cadaveri per Scotland Yard de José Luis Madrid
- Necrophagus (1971) de Miguel Madrid
- Simon, King of the Witches, de Bruce Kessler
- Hwanyeo de Kim Ki-young
- San shi liu sha shou de Chuang Chiao
- Die Weibchen de Zbyněk Brynych
- Escalofrió diabólico de George Martin
- Vii de Konstantin Ierxov i Gueorgui Kropatxov [7]
- Die Tote aus der Themse de Harald Philipp
- Le Seuil du vide de Jean-François Davy

### Secció informativa
- Jack, el destripador de Londres/7 cadaveri per Scotland Yard de José Luis Madrid
- Pànic al bosc de Sidney Hayers
- Mission Mars de Nicholas Webster

### Secció retrospectiva
- La dona pantera (1942) de Jacques Tourneur
- Passejant amb un zombie (1943) de Jacques Tourneur
- Els lladres de cossos (1945) de Robert Wise
- Els Nibelungs (1924) de Fritz Lang

### Homenatge a Chomón
- Les Kiriki, acrobates japonais (1907)
- L'hotel elèctric (1908)
- Les vêtements cascadeurs (1908) de Jean Durand
- Une poursuite mouvementée (1909) de Louis Gasnier
- Alarde equilibrista (1910)
- Cabiria (1914)

## Jurat
El jurat era format pel periodista Tomás García de la Puerta, el director Juan José Porto Rodríguez, Rafael Capilla, la musicòloga italiana Ornella Volta i l'escriptor i periodista Peter Besas.

## Premis
Els premis d'aquesta edició foren:
| Categoria                 | Premiat         | Treball                              |
| ------------------------- | --------------- | ------------------------------------ |
| Millor director           | Janusz Majewski | Lokis. Rękopis profesora Wittembacha |
| Millor director           | Miguel Madrid   | Necrophagus                          |
| Millor Curtmetratge       | Tony Scott      | One of the Missing                   |
| Millor actor              | Vincent Price   | L'abominable Dr. Phibes              |
| Millor actriu             | Youn Yuh-jung   | Hwanyeo                              |
| Millors efectes especials | Mario Bava      | La badia de la sang                  |
| Menció especial           | Paul Naschy     | Contribució al cinema de terror      |